# Hesperaloe

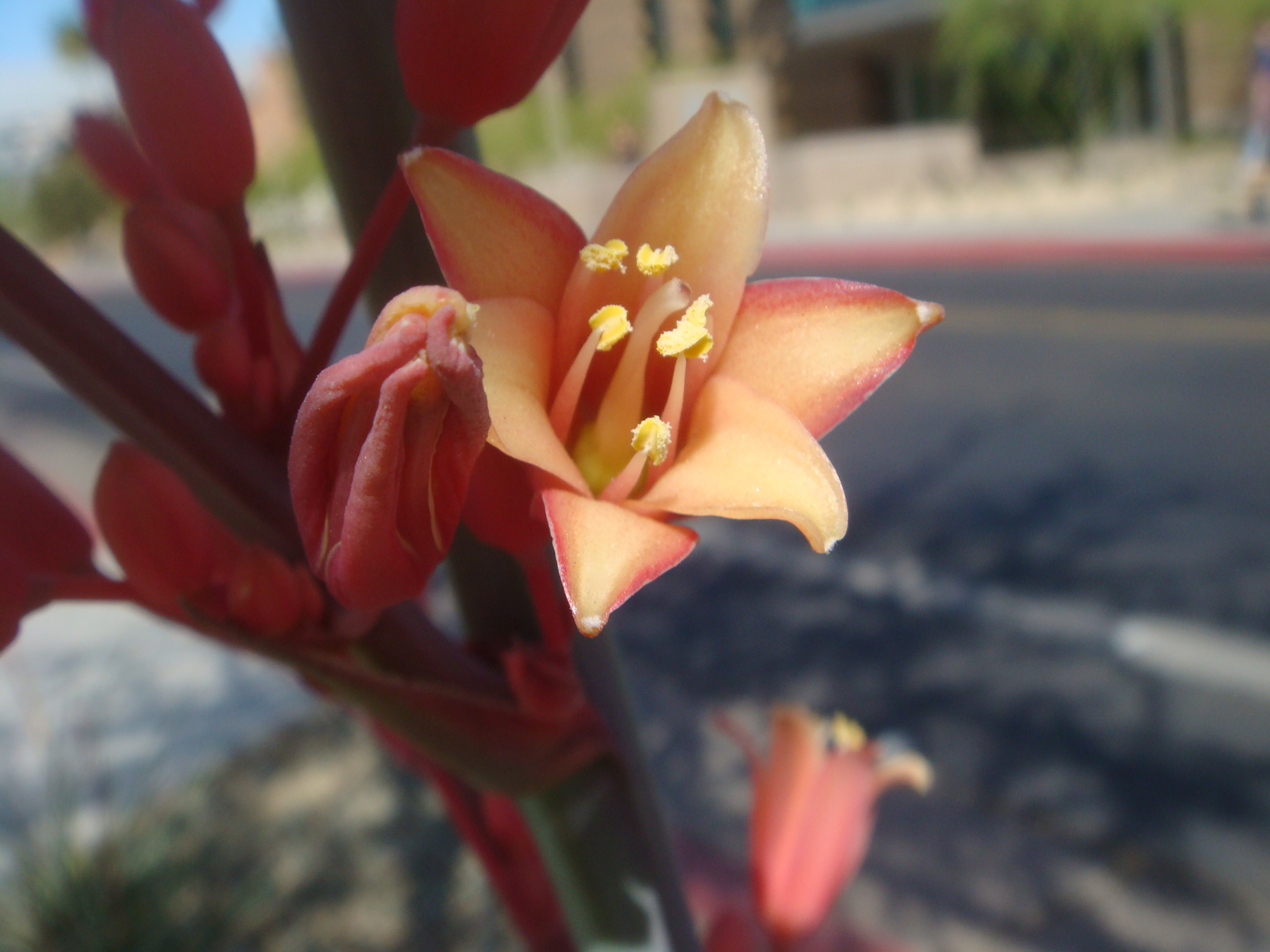
Blüte von Hesperaloe parviflora

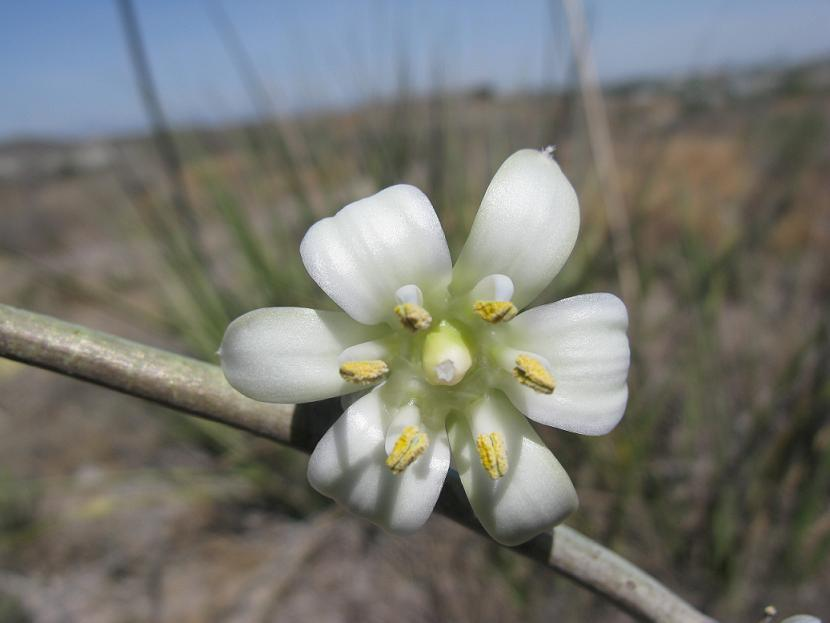
Typische Blüte von Hesperaloe funifera

Hesperaloe ist eine Pflanzengattung in der Familie der Agavengewächse (Agavaceae). Der botanische Name leitet sich vom griechischen Wort „έσπέρα“ (hespera) für Abend oder Westen ab und verweist auf das Verbreitungsgebiet in Nordamerika und die Ähnlichkeit mit der Gattung Aloe.

## Beschreibung

### Vegetative Merkmale
Die Arten der Gattung Hesperaloe sind ausdauernde, einmal blühende, sukkulente Pflanzen, die Horste mit zwiebeliger, faseriger Basis bilden. Sie wachsen mit stammlosen Rosetten, die kurze bis lange Rhizome ausbilden und eine dicke und fleischige Hauptwurzel sowie zahlreiche Faserwurzeln besitzen. Die wenigen bis zahlreichen, linealischen-verlängerten, sukkulenten Laubblätter sind faserig. Sie sind entweder dünn, schmal und gebogen bis zurückgebogen oder dick, breit und steif aufrecht. Die Laubblätter stehen entweder dicht beieinander oder sind weit voneinander entfernt und bilden große Ringe. Die Blattspitze ist als harter Dorn ausgebildet oder ist verwitternd. 

### Blütenstände und Blüten
Der bis zu 5 Meter hohe Blütenstand ist traubig bis rispig und besteht in der oberen Hälfte aus 3 bis 8 Teilblütenständen. Die gestielten, sechszähligen Blüten sind schmal glockenförmig mit mehr oder weniger zusammenneigenden Tepalen. Die Blütenhülle ist röhrenförmig bis schmal oder breit glockenförmig bis radförmig-glockenförmig. Die grünen, weißen und rosa-braunen bis roten, rosafarbenen, lachsfarbenen oder korallenroten und nur selten gelben Tepalen besitzen einen fleischigen Kiel, sind etwa gleich groß, kaum verwachsen und treffen auf der fleischigen, nektarbildenden Blütenachse zusammen. Die Staubfäden ragen nicht heraus. Die Staubbeutel sind dorsifix, pfeilförmig, öffnen sich zum Zentrum der Blüte hin (intrors) und ragen heraus oder nicht. Der oberständige, dreikantige und dreifächrige  Fruchtknoten ist eiförmig bis länglich mit zahlreichen in zwei Reihen stehenden Samenanlagen. Der Griffel ist verlängert und ragt nur bei Hesperaloe parviflora subsp. bechtoldii aus der Blütenhülle heraus. Die Narbe ist deutlich kopfig und mit Papillen gesäumt.

### Früchte und Samen
Die gestielten, ausdauernden, quer gerunzelten Früchte sind septicidale, holzige, runde bis eiförmige Kapseln, die geschnäbelt sind oder nicht. Sie enthalten große schwarze, strukturierte, bis 1 mm dicke,  Samen.

### Genetik
Die Chromosomengrundzahl beträgt x = 30.

## Ökologie
Als Bestäuber fungieren entweder Kolibris sowie Bienen (Hesperaloe parviflora) oder Fledermäuse und Nachtschwärmer (Hesperaloe funifera, Hesperaloe nocturna). Bei Hesperaloe campanulata kommen beide Bestäubergruppen vor.

## Systematik und Verbreitung
Die Gattung Hesperaloe ist im Bundesstaat Texas der Vereinigten Staaten sowie im Norden Mexikos in den Bundesstaaten Sonora, Coahuila, Nuevo León und San Luis Potosí verbreitet. Zwei Arten sind im Westen der Sierra Madre Occidental zu finden und drei Arten kommen hauptsächlich im Osten der Chihuahua-Wüste vor.
Die Erstbeschreibung erfolgte 1871 durch Georg Engelmann. Die Gattung Hesperaloe ist nahe verwandt mit der Gattung Hesperoyucca.
Die Gattung Hesperaloe umfasst folgende Arten:
- Hesperaloe campanulata G.D.Starr
- Hesperaloe chiangii (G.D.Starr) B.L.Turner
- Hesperaloe engelmannii Krauskopf
- Hesperaloe funifera (K.Koch) Trel.
- Hesperaloe malacophylla Hochstätter & Mart.-Aval.
- Hesperaloe nocturna Gentry
- Hesperaloe parviflora (Torr.) J.M.Coult.
  - Hesperaloe parviflora subsp. bechtoldii Hochstätter
  - Hesperaloe parviflora subsp. parviflora
- Hesperaloe tenuifolia G.D.Starr

## Nachweise

## Weiterführende Literatur
- D. J. Bogler, B. B. Simpson: A chloroplast DNA study of the Agavaceae. In: Systematic Botany. Band 20, S. 191–205, 1995; doi:10.2307/2419449
- D. J. Bogler, B. B. Simpson: Phylogeny of Agavaceae based on ITS rDNA sequence variation. In: American Journal of Botany. Band 83, S. 1225–1235, 1996; doi:10.2307/2446206
- O. Pellmyr, E. J. Augenstein: Pollination biology of Hesperaloe parviflora. In: Southwest Naturalist. Band 42, S. 182–187, 1997
- G. D. Starr: Hesperaloe: Aloes of the west. In: Desert Plants. Band 11, Nr. 4, S. 3–8, 1995
- G. D. Starr: A revision of the genus Hesperaloe (Agavaceae). In: Madroño. Band 44, S. 282–296, 1997
- B. L. Turner, M. W. Turner: Natural populations of Hesperaloe (Agavaceae) in Texas. In: Lundilla. Band 5, S. 34–43, 2002